# Tschiertschen
Tschiertschen era una comuna suiza del cantón de los Grisones, situada en el distrito de Plessur, círculo de Churwalden. Limitaba al norte con las comunas de Praden, Castiel y Lüen, al este con Molinis, al sur con Arosa, Sankt Peter-Pagig y Vaz/Obervaz, y al occidente con Parpan y Churwalden.
En la actualidad forma parte de la comuna de Tschiertschen-Praden.
- Datos: Q662427
- Multimedia: Tschiertschen / Q662427